# Maria Adeodata Pisani
Pour les articles homonymes, voir Pisani.
Maria Adeodata Pisani (29 décembre 1806 - 25 février 1855), était une religieuse bénédictine maltaise, abbesse du monastère Saint-Pierre de L-Imdina. L'exemplarité de sa vie religieuse et sa vie mystique ont amené l'Église catholique à la reconnaître bienheureuse. Elle est commémorée le 25 février selon le Martyrologe romain.

## Biographie

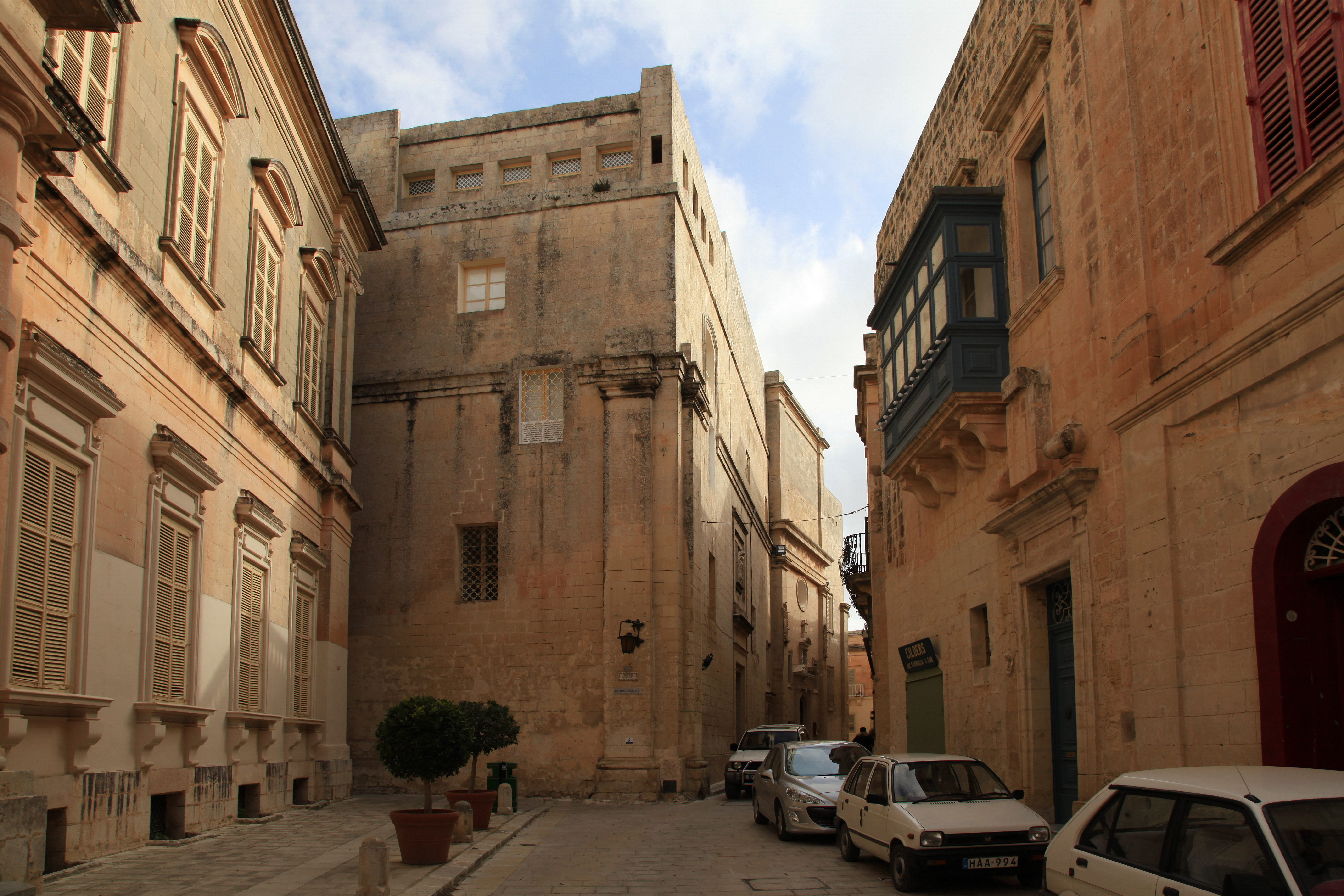
Le monastère Saint-Pierre de Mdina, accessible par une porte latérale sur Triq Villegaignon.

Maria Adeodata Pisani est née le 29 décembre 1806 à Naples. À l'âge de dix-neuf ans, elle part pour Malte pour y rejoindre sa grand-mère. À la mort de celle-ci, elle intègre le monastère bénédictin de L-Imdina. Elle fait sa profession religieuse le 8 mars 1830. Au sein de sa communauté, elle occupe d'abord les fonctions de sacristine et d'infirmière. Elle accueille les plus nécessiteux, leur prodigue les premiers soins et leur fait le catéchisme.
En 1847, elle est choisie pour devenir la maîtresse des novices, puis est élue abbesse en 1851. Durant toute sa vie religieuse, elle s'imposa de nombreuses mortifications et connut une vie mystique, notamment faite d'extases et de dons comme la lévitation. En 1853, elle quitta ses fonctions d'abbesse en raison de sa mauvaise santé, et se recueillit dans la prière et la discrétion jusqu'à sa mort, survenue le 25 février 1855.

## Béatification et canonisation
- 1892 : introduction de la cause en béatification et canonisation.
- 24 avril 2001 : le pape Jean-Paul II reconnaît ses vertus héroïques, lui attribuant ainsi le titre de vénérable.
- 9 mai 2001 : béatification célébrée à Malte durant la visite pastorale du pape Jean-Paul II[1].

Mémoire liturgique fixée au 25 février.